# 曹立瀛
曹立瀛（1906年—2007年），男，安徽庐江人，中国财政学家，曾任民国政府资源委员会研究所所长，上海财经学院教授。